# Stephen Curry
Wardell Stephen Curry II (Akron, Ohio, 14. ožujka 1988.) je američki profesionalni košarkaš. Igra na poziciji Organizatora igre, a član je NBA momčadi Golden State Warriorsa. Izabran je u 1. krugu (7. ukupno) NBA drafta 2009. od strane istoimene momčadi. Nosio je dres sveučilišta Davidson, a u NCAA bio je poznat kao šuter kojem je potrebno vrlo malo prostora i vremena za kreiranja vlastitog šuta. Sezonu 2007./08. proveo na poziciji razigravača, dok je njegova prirodna pozicija bek šuter. NBA skauti ga uspoređuju s Mahmud Abdul-Raufom, baš zbog njegovih dalekometnih šuteva i sigurnosti. Njegov otac je nekadašnji NBA igrač Dell Curry koji je u NBA-u proveo 16 godina, a u sezoni 1993./94. izabran je za najboljeg šestog igrača u sjeverno-američkoj profesionalnoj ligi.

## Sveučilište

### Prva godina
Prije nego što je odigrao prvu sveučilišnu utakmicu, glavni trener Davidsona Bob McKillop izjavio je: "Pričekajte da vidite Stepha Currya. On ima nešto posebno." U svojoj drugoj sveučilišnoj utakmici protiv Michigana postigao je 32 poena, 9 skokova i 4 asistencije. Bio je najbolji strijelac Južne konferencije (21.5) i drugi strijelac u državi među igračima prve godine iza Kevina Duranta. Njegove odlične šuterske sposobnosti pomogle su Davidsonu do osvajanja naslova regularnog dijela Južne konferencije. 2. ožujka 2007. u polufinalu Južne konferencije protiv sveučilišta Furman, Curry je postavio NCAA rekord po broju pogođenih trica na prvoj sveučilišnoj godini (113). Time je srušio prošlogodišnji rekord Keydrena Clarka sa sveučilišta St. Peter's (109).
15. ožujka 2007., Davidson je kao 13. nositelj izborio NCAA turnir i igrao protiv sveučilišta Maryland. Iako je Davidson izgubio 82:70, Curry je bio prvi strijelac utakmice s 30 poena, a zbog osobnih pogrešaka ranije je napustio igru i dobio ovacije publike. Svoju prvu godinu završio je s 730 poena (srušio je freshman rekord sveučilišta), uključujući 122 pogođene trice.
Nakon završetka sezone pozvan je u američku U-19 reprezenatciju koja je nastupala na Svjetskom juniorskom prvenstvu u Srbiji 2007. godine. Usprkos tome što je igrao samo 18 minuta u prosjeku, Curry je postizao 9.4 poena, 3.8 skokova i 2.2 asistencije. Izabran je za freshmana godine Južne konferencije, najkorisnijeg igrača natjecanja, prvu petorku natjecanja i momčad freshmana.

### Druga godina
Nakon što je završetkom prve godine postao zvijezda momčadi, Curry je nestrpljivo čekao novi početak sezone. U novoj sezoni, Davidson je dobio težak raspored utakmica, uključujući utakmice protiv North Caroline, Dukea, NC Statea i UCLA. Međutim, iako su u nekim od tih utakmicama bili blizu pobjedi, Wildcatsi  su na kraju sve utakmice izgubili. Curry tijekom tih utakmica bio odličan; 24 poena postigao je protiv North Caroline, 20 protiv Dukea, 29 protiv NC Statea i 15 protiv UCLA. 13. veljače 2008. u pobjedi nakon 21 poena zaostatka u prvom poluvremenu nad UNC-Greensboroom, Curry je postigao 41 poen.
Curry je još jednom predvodio Južnu konferenciju kao najbolji strijelac s 25.5 poena u prosjeku. Završio je kao peti najbolji strijelac u NCAA Diviziji I, uz 4.7 skokova i 2.8 asistencija po utakmici. Curry se nametnuo kao odličan šuter i vođa na parketu, i tako predvodio Davidson do omjera 25-6 u regularnom i 20-0 u konferencijskom dijelu sezone. Kao rezultat toga, Davidson se kao 10. nositelj treći put zaredom plasirao na završnicu NCAA turnira.
21. ožujka 2007., Davidson je igrao protiv 7. nositelja natjecanja Gonzage. Usprkos vodstvu Gonzage od 11 poena razlike početkom drugog poluvrijemena, Curry jh s 30 poena u nastavku pomogao Davidsonu da izbore prvu pobjedu (82:76) na NCAA turniru od 1969. godine. Ukupno je postigao 40 poena, uz šut 8/10 iza linije za tricu. 23. ožujka 2007. Davidson je u drugom krugu natjecanja igrao protiv 3. nositelja Georgetowna. Georgetown je u natjecanje ušao kao veliki favorit. Curry je u prvom poluvrijemenu postigao samo 5 poena, a njegova momčad bila 17 poena u zaostatku. Međutim, u drugom poluvrijemenu postigao je 25 poena i odveo Davidson do nevjerojatne pobjede nad Georgetownom 74:70.
28. ožujka 2007., Davidson se susreo s 3. nositeljem natjecanja Wisconsinom. Wisconsinu je ubacio 33 poena, a u drugom poluvremenu sam je postigao više poena od kompletne protivničke momčadi (22:20). Wildcatsi su tako iznenadili sve i rezultatom 73:56 došli na samo korak do Final Foura natjecanja. Davidson je u sljedećem krugu igrao protiv nenositelja natjecanja Kansas Jayhawksa. Kansas je u teškoj utakmici s produžetkom pobijedio Davidson 59-57, a Curry je zabio 25 poena uz loš šut iz igre (9-25, 4-16 za tri poena).

### Treća godina
Nakon poraza Davidsona u čevrtfinalu NCAA protiv Kansasa, Curry je potvrdio da će se vratiti na treću godinu sveučilišta. Curry je izjavio da želi igrati na poziciji razigravača i naučiti kreirati vlastiti šut kako bi bio spreman za NBA. 18. studenog 2008. postigao je učinak karijere od 44 poena u porazu od Oklahome 82:78. U sedam utakmica zaredom postigao je najmanje 25 poena, što je još jedan njegov rekord karijere. 21. prosinca 2008. u pobjedi protiv Winthropa postigao je 30 poena i rekordnih 13 asistencija. 6. prosinca 2008. u pobjedi nad North Carolinom Stateom izjednačio je rekord karijere od 44 poena, među kojima i spektakularnu odlučujuću tricu. Odveo je Davidson među osam najboljih sveučilišta u Americi, pobijedivši Wisconsin 73:56. U toj utakmici postigao je 33 poena i nastavio veliku seriju na završnom turniru (40, 30, 33). Davidson je na kraju u četvrtfinalu NCAA turnira izgubio od prvih favorita Kansasa, a Curry je na tijekom cijele završnice NCAA bio na prosjeku od 31.6 poen, što je ujedno i rekord NCAA lige. Od američke novinarske agencije Associated Press izabran je u All-American drugu petorku.

## NBA
Izabran je kao sedmi izbor NBA drafta 2009. od strane Golden State Warriorsa. U sezoni 2014./15. izabran je za najkorisnijeg igrača regularnog dijela sezone.

## NBA statistika

### Regularni dio
| Godina    | Klub         | Odig. uta. | Uta. poč. | Min. | 2P%  | 3P%  | Sl. bac.% | Skok. | Asist. | Ukr. lop. | Blok. | Poena |
| --------- | ------------ | ---------- | --------- | ---- | ---- | ---- | --------- | ----- | ------ | --------- | ----- | ----- |
| 2009./10. | Golden State | 80         | 77        | 36.2 | .462 | .437 | .885      | 4.5   | 5.9    | 1.9       | .2    | 17.5  |
| 2010./11. | Golden State | 74         | 74        | 33.6 | .480 | .442 | .934      | 3.9   | 5.8    | 1.5       | .3    | 18.6  |
| Ukupno    |              | 154        | 151       | 35.0 | .470 | .439 | .911      | 4.2   | 5.9    | 1.7       | .2    | 18.0  |

## Vanjske poveznice
- Profil na Davidson College
- Profil an ESPN.com